# Хохлатый толстоклювый голубь
Хохлатый толстоклювый голубь, или хохлатый голубь Мика, или шуазёльский голубь (лат. Microgoura meeki) — вымерший в начале XX века вид птиц семейства Голубиные.
Вид являлся эндемиком острова Шуазёль, хотя существуют необоснованные доводы, что птица могла когда-то жить на близлежащих архипелагах. Шуазёльский голубь являлся единственным представителем монотипичного рода Microgoura и не имел известных подвидов. Его ближайшим родственником считается толстоклювый земляной голубь, хотя существует предположение, что шуазёльский голубь является ответвлением этого вида и венценосных голубей. Взрослый голубь в основном был серо-голубой окраски с жёлто-оранжевым брюхом и заметным синевато-серым хохолком. На голове птицы красовался синий лобовой нарост, окружённый чёрными перьями, клюв этого голубя был двухцветным. Крылья и хвост, соответственно, были бурыми и чёрно-фиолетовыми. Согласно одному из описаний птица издавала красивые усиливающиеся и затихающие свисты.
О поведении птицы не так много известно, так как до её вымирания каких-либо полевых наблюдений не проводилось. Предполагается, что она вела наземный образ жизни и откладывала одно яйцо в гладком углублении. Птицы гнездились парами или мелкими группами по три или четыре особи в небольших кустарниках и, по сообщениям, были очень доверчивыми и позволяли охотникам ловить их руками. Шуазёльский голубь жил в равнинных лесах, особенно на прибрежных заболоченных участках, где отсутствовали мангровые заросли. Птица была описана только Албертом Стьюартом Миком, собравшим в 1904 году шесть взрослых особей и яйцо в северной части острова. Несмотря на продолжительные повторные поиски, новых данных о местонахождении птицы получено не было. Предполагается, что Мик собрал шесть коллекционных экземпляров в то время, когда птица уже была редкой. Местные жители сообщили, что вид оказался на грани вымирания из-за интродукции бездомных кошек, поскольку на острове голубю ранее не приходилось сталкиваться с плотоядными млекопитающими. Последнее неподтверждённое сообщение о находке вида было в начале 1940-х годов, после чего вид был признан исчезнувшим.

## Таксономия

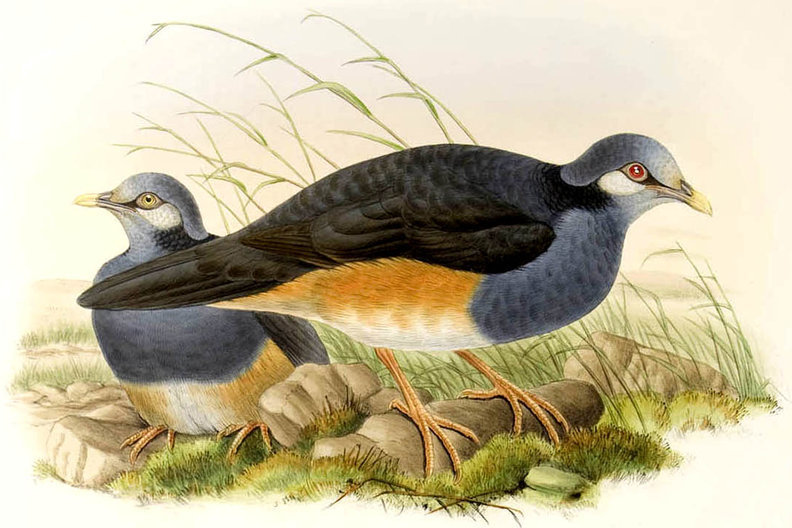
Толстоклювый земляной голубь — ближайший родственник шуазёльского голубя

Шуазёльский голубь был описан лордом Уолтером Ротшильдом в 1904 году на основе шести коллекционных экземпляров, принадлежащих трём самцам и трём самкам, а также яйца, собранных Албертом Стьюартом Миком в начале этого года. Птица была помещена в монотипический род Microgoura, название которого происходит от древнегреческого слова micros — «малый» и goura, данное аборигенами Новой Гвинеи за схожесть с венценосными голубями. Ротшильд назвал вид в честь Мика, давав птице видовое имя meeki. Хотя происхождение птицы остаётся неясным, предполагается, что ближайшим родственником шуазёльского голубя является толстоклювый голубь из Индонезии и Папуа-Новой Гвинеи, который имеет схожее с видом оперение. Также было высказано предположение, что шуазёльский голубь был связующим звеном между толстоклювым и венценосными голубями. Другие источники утверждают, что вид, возможно, не являлся близким родственником венценосных голубей, так как его хохол был совсем иначе устроен. Птица не имеет никаких известных подвидов.
В настоящее время пять шкур и неполный скелет хранятся в Американском музее естественной истории, а ещё один экспонат и яйцо — в музее естественной истории Тринга. Коренные жители называли голубя «кумку-пека» или «кукуру-ни-луа», что буквально означает «земляной голубь».

## Описание

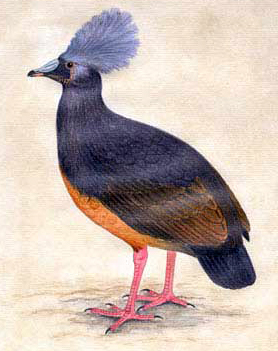
Иллюстрация, демонстрирующая другой вид хохолка

Шуазёльский голубь был около 31 см в длину. Длина крыла самца составляла 195—197 мм, хвоста — 100—105 мм, клюва — 34 мм и предплюсны — 60 мм. Длина крыла самки составляла 180—190 мм, хвоста — 100 мм, клюва — 33 мм и предплюсны — 60 мм. В целом, взрослые особи были сине-серого окраса с жёлто-оранжевым брюхом. Голубь имел заметный длинный, округлый пушистый хохолок. Этот хохолок, как и венчик, были синевато-серого цвета и располагались в задней части затылка. Как в действительности голуби держали и использовали свой хохол неизвестно, так как в полевых заметках Мика ничего не сказано на эту тему, из-за этого данный вопрос служит для многих иллюстраторов предметом для размышлений и фантазии. Йоханнес Герард Кёлеманс (который создавал иллюстрации на основе исходного описания Ротшильда) на основе экспонатов Мика изображал хохол плоским; другие художники рисовали его широким и всклоченным как у венценосных голубей. Также высказывалось предположение, что во время препарирования хохолки музейных образцов были сплющены.
На лбу птицы был лишённый перьев бледно-синий нарост. Он был окружён короткими бархатисто-чёрными перьями, простиравшимися от основания клюва до области кончика и впереди глаз, а область под глазом была розоватой. Подклювье и горло были покрыты редкими чёрными бархатистыми перьями, в то время как сине-серая шея переходила в буро-серую грудь. Брюхо и нижние кроющие перья были яркого оранжевого цвета, а подхвостье тёмно-серым. Крыло было сине-серым с коричневым оттенком, переходившим в бурый на его концах; нижняя его часть коричневая. Серая спина переходила в бурый огузок, в то время верхние кроющие перья хвоста имели тёмную чёрно-серую окраску с чёрными контурами. Короткий и закруглённый хвост был тёмно-фиолетового цвета, который имел блестящий пурпурный оттенок. Клюв был двухцветным: верхняя часть клюва — бледно-синим с чёрным кончиком, а подклювье — красным. Окраска оперения юных особей неизвестна. Ноги были пурпурно-красными, а радужная оболочка тёмно-коричневой.
Вокализация птицы никогда не записывалась, тем не менее, представители коренного населения описывали её как «красивый усиливающийся и затихающий свист, издаваемый с мест гнездования каждый вечер». Другие очевидцы описывали этот голос как низкое «крууу».

## Экология и поведение
Вполне вероятно, что шуазёльский голубь был в значительной степени наземным видом, питающимся на лесной подстилке и гнездящимся на земле. Местные жители города Вундутура говорили, что голубь гнездился парами или небольшими группами по три или четыре особи среди небольших кустарников близ земли. Они утверждали, что эта птица был весьма доверчива, что позволяло местным охотникам подходить к ней и ловить её голыми руками. Они также сообщали, что в мускульных желудках птиц находились гастролиты. Птица откладывала одно тёмно-кремовое яйцо на неровном углублении в земле. Яйцо было размером около 43 мм на 31,3 мм, то есть было небольшим по отношению к размерам птицы.

## Распространение и среда обитания

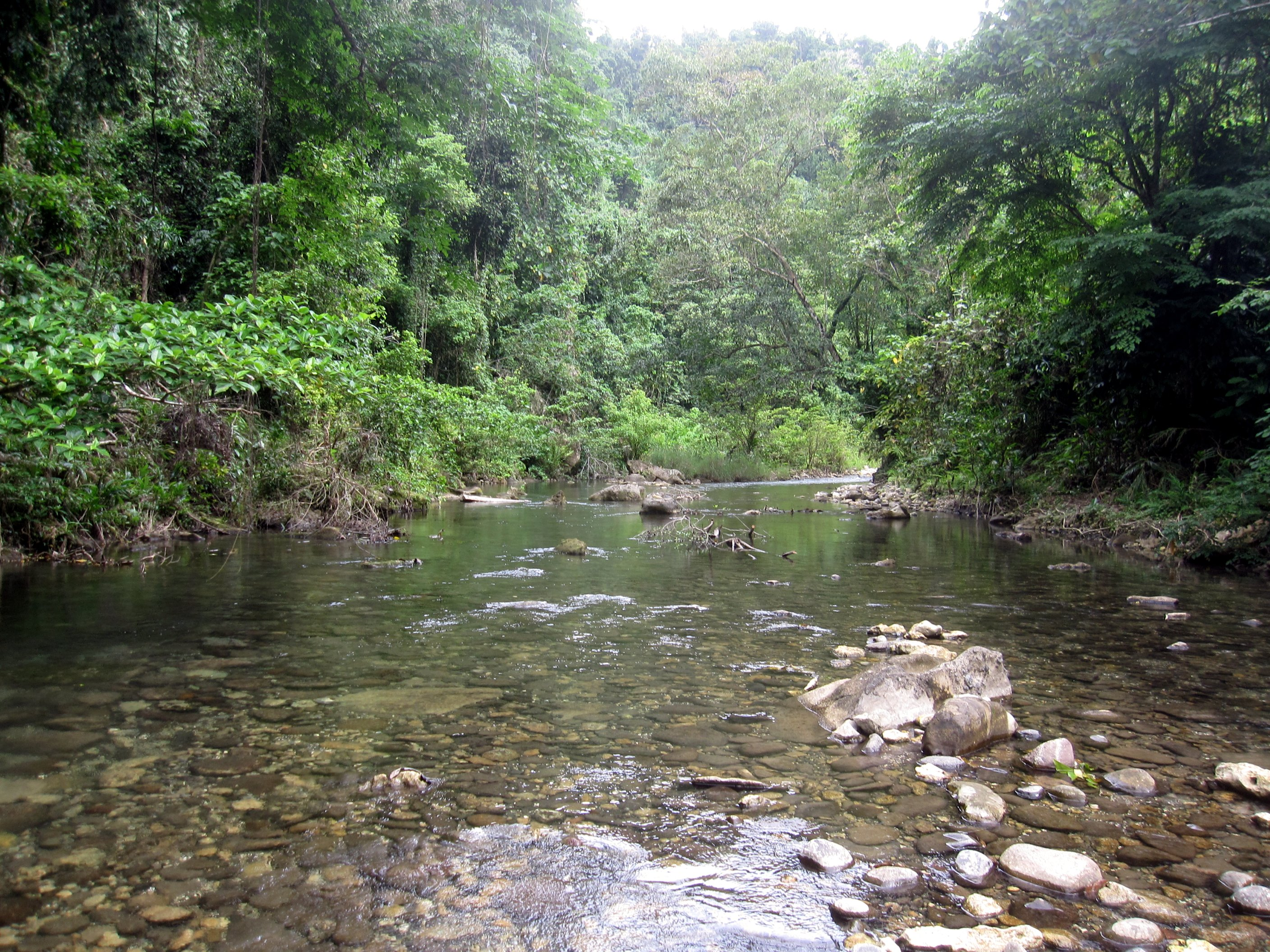
Прибрежный лес на Соломоновых островах

Шуазёльский голубь был оседлой птицей и предположительно обитал на лесной подстилке равнинных лесов, включая прибрежные заболоченные территории, где отсутствовали мангровые заросли. Шуазёльский голубь, как правило, рассматривался в качестве эндемика острова Шуазёль у побережья Новой Гвинеи, где были собраны единственные экземпляры. Приобретённые Миком экземпляры по всей видимости были собраны в северной части острова рядом с Шуазёльским заливом. Последние сведения о виде пришли от коренного населения с реки Коломбангара. По их сообщениям птица также жила на соседних островах Санта-Исабель и Малаита, и возможно на Бугенвиле. Тем не менее, эти сообщения не подтвердились и являются слухами. Было бы очень необычно, если бы этот голубь действительно оказался эндемиком Шуазёля, поскольку на острове нет других эндемичных видов, а голубь никогда не был тесно экологически связан с какими-либо другими видами на острове.
В январе 1904 года Албертом Стьюартом Миком, коллекционером лорда Уолтера Ротшильда, были собраны одно яйцо и шесть экспонатов возле Шуазёльского залива. Местные жители рассказывали Мику, что голубь также обитал на близлежащих островах: Санта-Исабель и Малаита. Хотя Мик не плавал на эти земли, он провёл поиски голубя на соседнем острове Бугенвиль, но каких-либо доказательств его присутствия не было найдено. Западными учёными голубь также никогда не наблюдался.
Поиски голубя не проводились до тех пор, пока в 1927 году и октябре 1929 года пять опытных коллекционеров, которые являлись членами морской экспедиции Уитни Саута, безуспешно потратили три месяца на поиски птицы в нескольких разных местах. Коренные жители, опрошенные этой экспедицией, во многом полагали, что голубь исчез в 1929 году. Последнее сообщение о наблюдении птицы коренными жителями возле рек Сасамунгга и Коломбангара появилось в начале 1940-х годов, но подтвердить это сообщение не удалось. Поиски на мелких, свободных от кошек, островах Роб Рой и Вагена у юго-восточного побережья и лесных прибрежных болот Шуазёля, организованные в 1960-х годах британским орнитологом Шейном Паркером, не выявили каких-либо признаков присутствия голубя. Поиски, проведённые в 1974 году американским учёным Джаредом Даймондом, также оказались безрезультатными.

## Птица и человек

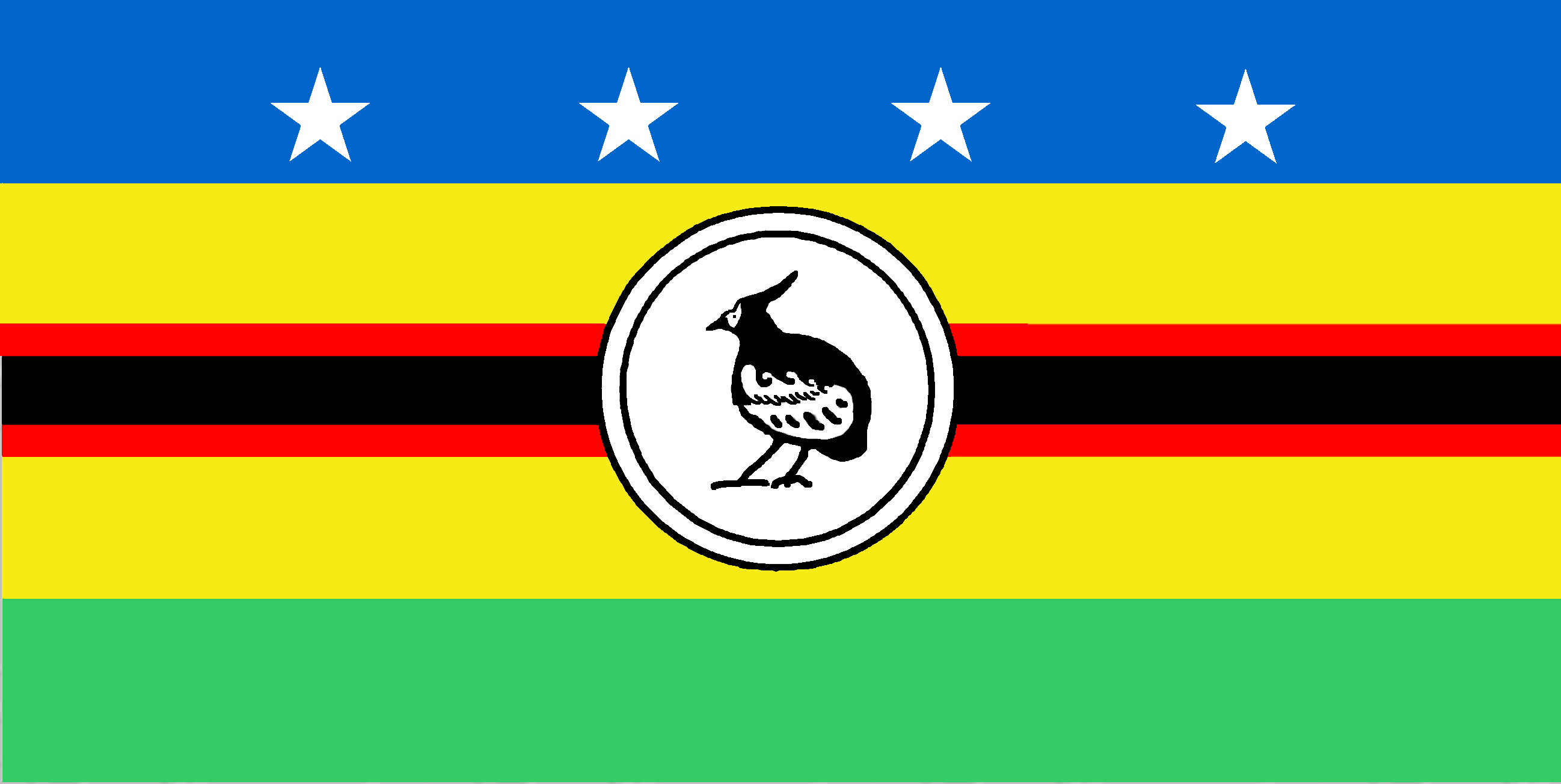
Голубь на флаге провинции Шуазёль

Голубь являлся источником пищи для местного населения, которое находило места насиживания по голосу или по помёту, накапливавшемуся ниже гнёзд. Местное население хорошо помнит эту птицу, а после вымирания из поколения в поколение передавались рассказы о вкусовых качествах её мяса. Один представитель коренного населения полагал, что гастролиты птицы, возможно, имеют определённую ценность на местном уровне. После исчезновения птицы коренное население иногда путало вымерший вид с древесным толстоклювым длиннохвостым голубем в современном фольклоре, поэтому несколько утверждений о существовании исчезнувшего таксона основывались на наблюдениях за длиннохвостым представителем. После открытия голубя Мика ряд западных коллекционеров птиц сильно желали заполучить его чучело. Морская экспедиция Уитни Саута провела три месяца на острове Шуазёль с целью поимки вымершего вида. В 2012 году шуазёльский голубь вместе с другими вымершими птицами был увековечен на почтовой марке Мозамбика. Шуазёльский голубь изображен на флаге провинции Шуазёль.

## Вымирание
Коренные жители считают, что голубь вымер из-за ввоза одичавших кошек и, в меньшей степени, из-за собак. Поскольку остров Шуазёль не имел плотоядных млекопитающих, голубь был особенно уязвим для ввезённых кошек. Если голубь существовал на островах, на которые так и не проникли одичавшие кошки, то полагают, что к их вымиранию могло привести сведение лесов. Поскольку, несмотря на многочисленные поиски, начиная с 1904 года каких-либо подтверждённых сообщений не приходило, МСОП признал вид вымершим. Поскольку до Мика орнитологи во время посещения Шуазёля и других близлежащие островов не обнаруживали каких-либо признаков существования птицы, вполне вероятно, что голубь в 1904 году был уже на грани исчезновения.